# Abaliget
Abaliget è un comune dell'Ungheria situato nella contea di Baranya, regione Transdanubio Meridionale di 605 abitanti (dati 2009).

## Società

### Evoluzione demografica
Secondo i dati del censimento 2001 il 93,0% degli abitanti è di etnia ungherese

## Obiettivi turistici
- Grotte di Abaliget, scoperte nel 1798